# Cung điện Tau
Cung điện Tau (tiếng Pháp: Palais du Tau) là cung điện của Tổng giám mục tại Reims, Pháp. Đây là nơi ở của các hoàng đế Pháp trước khi họ làm lễ đăng quang theo truyền thống tại Nhà thờ Đức Bà Reims.
Năm 1991, quần thể kiến trúc tôn giáo Reims gồm nhà thờ Đức Bà, Cung điện Tau và nhà thờ Saint-Remi đã được UNESCO công nhận là Di sản thế giới.

## Lịch sử
Cho đến thế kỉ 7, tại vùng đất nay là cung điện Tau vẫn là một biệt thự theo kiểu La Mã, tiếp đó là một cung điện của hoàng gia Carolingien. Tài liệu nhắc tới cái tên cung điện Tau sớm nhất là vào năm 1131, theo đó cái tên Tau lấy theo hình dạng của tòa nhà vốn giống chữ tau (T) trong bảng chữ cái Hy Lạp.
Cung điện Tau là nơi nghỉ ngơi của các vua Pháp trước khi họ làm lễ đăng quang tại Nhà thờ Đức Bà Reims ở bên cạnh đó. Sau lễ đăng quang, một bữa tiệc lớn cũng được tổ chức tại cung điện này. Bữa tiệc đăng quang đầu tiên tại đây được ghi lại là vào năm 990, bữa tiệc cuối cùng là vào năm 1825.

## Kiến trúc
Phần cổ nhất còn lại đến ngày nay của cung điện là nhà nguyện được xây vào khoảng năm 1207. Cung điện được xây lại theo kiến trúc Gothic vào khoảng năm 1498 đến 1509 và sau đó là kiến trúc Baroque vào năm 1671 đến 1710 (do Jules Hardouin-Mansart và Robert de Cotte phụ trách thiết kế). Ngày 19 tháng 9 năm 1914 cung điện bị hư hại nặng do một trận hỏa hoạn lớn, việc tu sửa phần hư hại chỉ được tiến hành sau Chiến tranh thế giới thứ hai.
Hiện nay cung điện được sử dụng để trưng bày hiện vật cho Bảo tàng Œuvre, nơi lưu giữ những di vật quý báu của các lễ đăng quang hoàng đế Pháp tại Reims. Năm 1991, quần thể kiến trúc tôn giáo Reims gồm nhà thờ Đức Bà, Cung điện Tau và nhà thờ Saint-Remi đã được UNESCO công nhận là Di sản thế giới.

## Hình ảnh

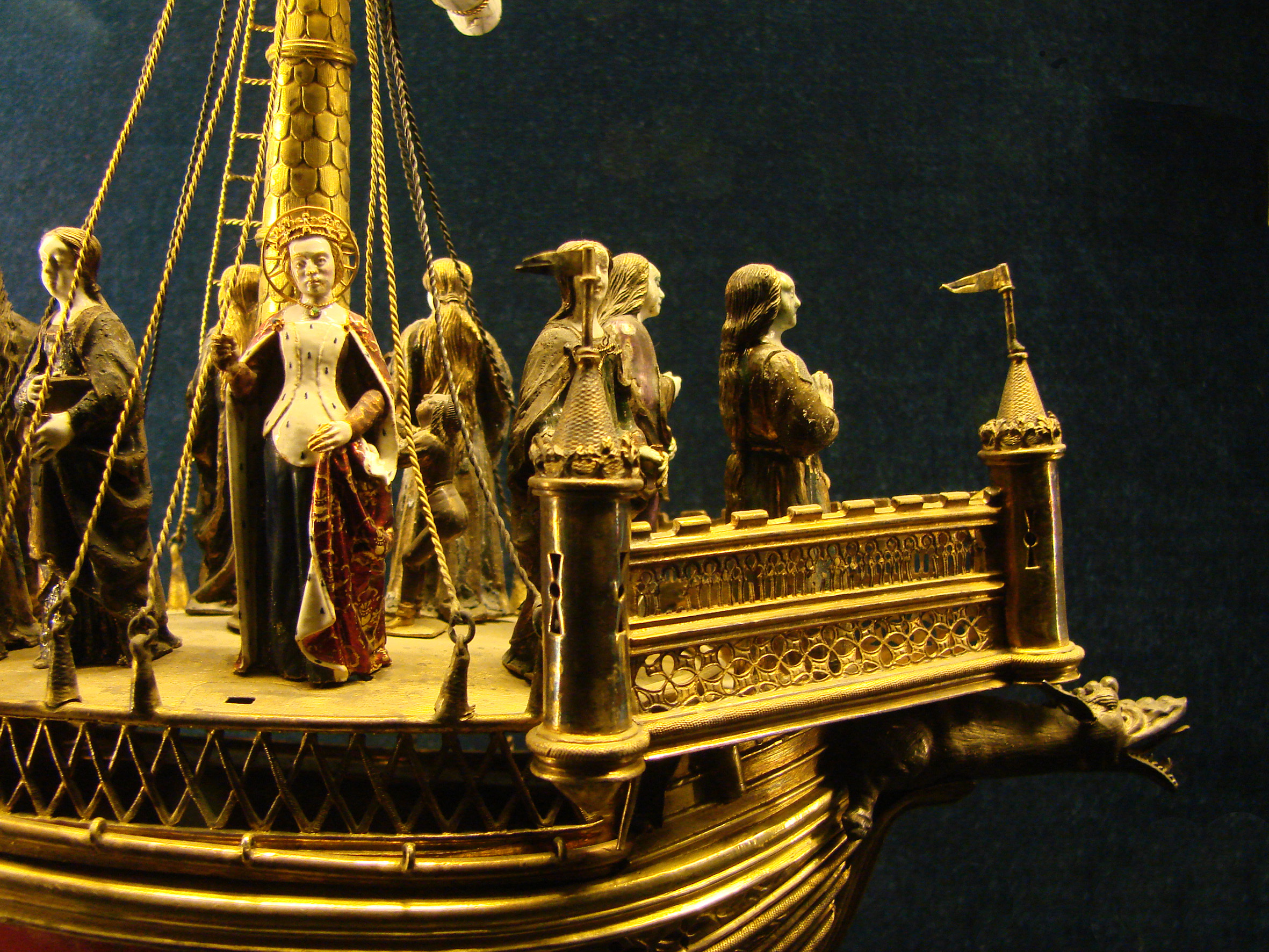
Thánh tích của Sainte-Ursule du Tau
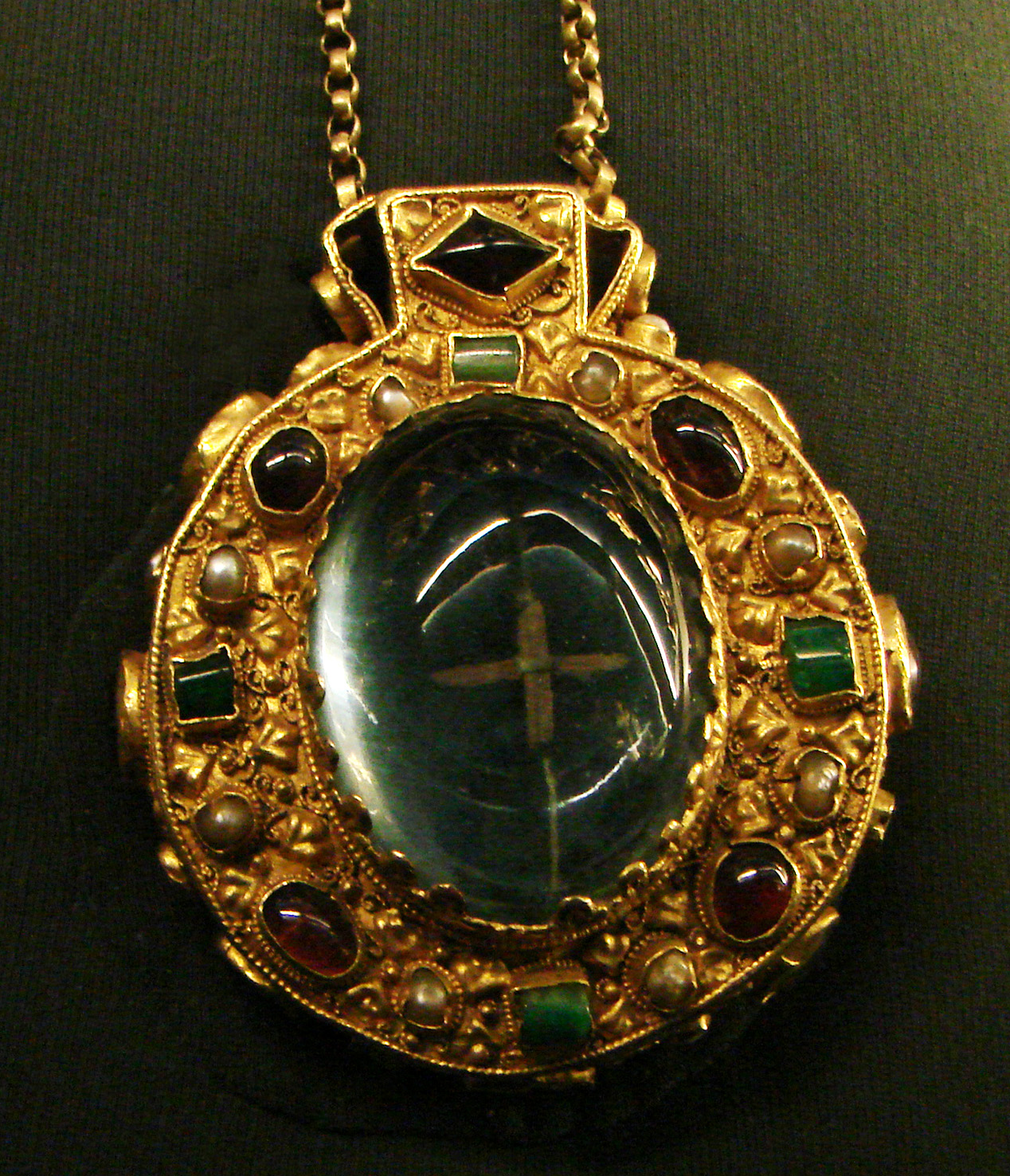
Bùa của Charlemagne
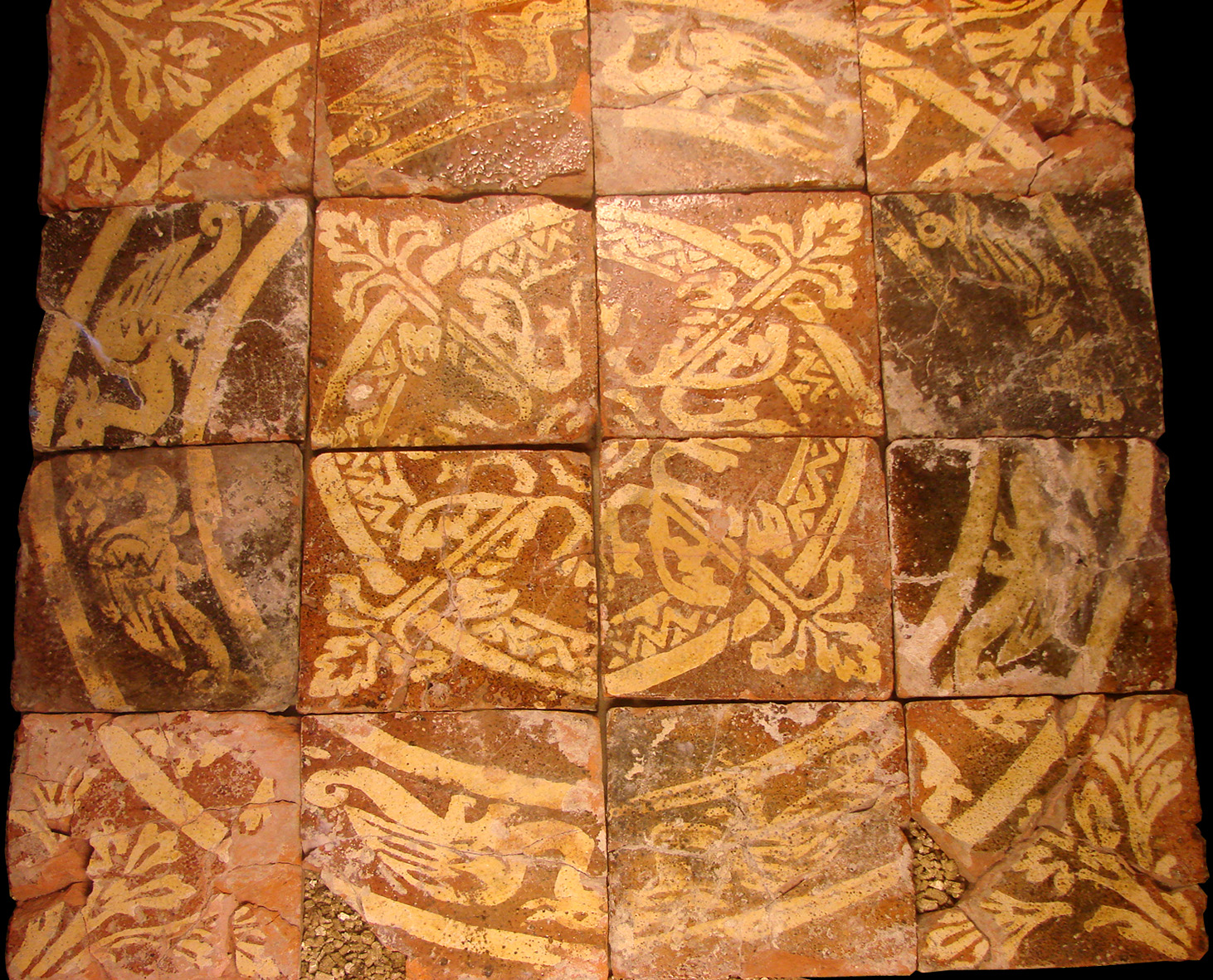
Gạch vuông thời Trung cổ
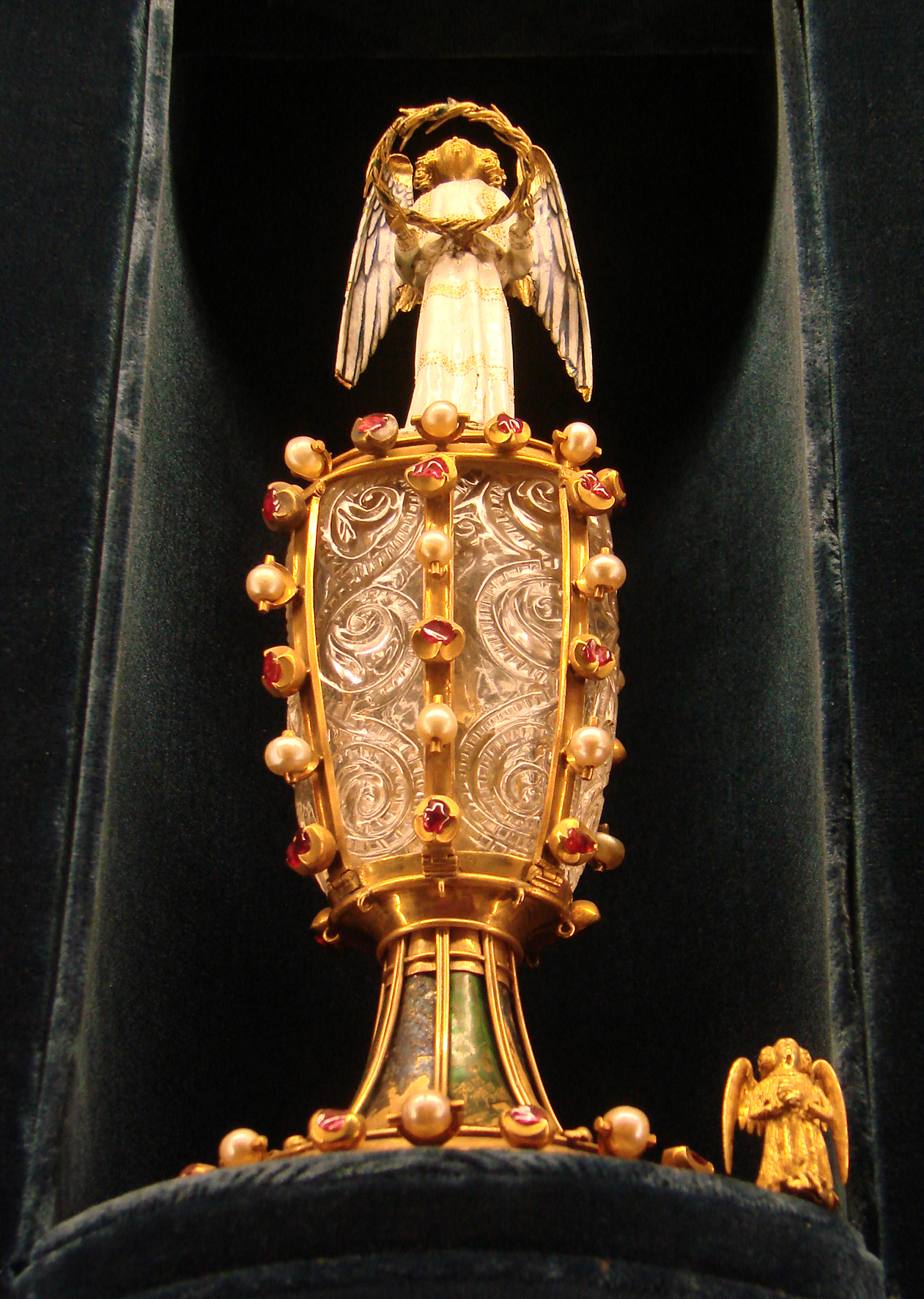
Thánh tích của Sainte-Epine